# Doris Kresimon
Doris Kresimon (* 22. März 1955) ist eine ehemalige deutsche Fußballspielerin.

## Karriere

### Vereine
Kresimon gehörte der SSG 09 Bergisch Gladbach an, für die sie von 1978 bis 1986 als Stürmerin aktiv gewesen ist. Während ihrer Vereinszugehörigkeit gewann sie sechsmal die Deutsche Meisterschaft und dreimal den DFB-Pokal, einschließlich den bei der Premiere am 2. Mai 1981 in Stuttgart beim 5:0-Sieg über den TuS Wörrstadt errungenen. 1981 gewann sie zudem mit der Auswahlmannschaft des Fußball-Verbandes Mittelrhein den erstmals ausgetragenen Länderpokal der Frauen. Des Weiteren gewann sie mit der Mannschaft den in Taiwan 1981 und 1984 inoffiziell ausgespielten Weltpokal.

### Auswahl-/Nationalmannschaft
Kresimon gewann zudem als Spielerin der Auswahlmannschaft des Fußball-Verbandes Mittelrhein das erstmals am 10. Mai 1981 in Bergisch Gladbach ausgetragene Finale um den Länderpokal, der gegen die Auswahlmannschaft des Niedersächsischen Fußballverbandes mit dem 1:0-Sieg errungen wurde.
Für die A-Nationalmannschaft bestritt sie 1982 und 1983 sieben Länderspiele, wobei sie am 10. November 1982 in Koblenz bei der Premiere gegen die Schweizer Nationalmannschaft beim 5:1-Sieg das Tor zum 1:0 in der 25. Minute erzielte. 

## Erfolge
- Deutscher Meister 1979, 1980, 1981, 1982, 1983, 1984
- DFB-Pokal-Sieger 1981, 1982, 1984
- Länderpokal-Sieger 1981